# Daniel D. Tompkins
Daniel D. Tompkins, född 21 juni 1774 i Fox Meadows (senare Scarsdale), Westchester County, New York, död 11 juni 1825 i Tompkinsville, Staten Island, New York, var en amerikansk politiker (demokrat-republikan) och USA:s sjätte vicepresident.
Han studerade vid Columbia College. Det är oklart vilket andra förnamn Tompkins hade. Det har påståtts att han hette Decius och en annan teori är att D. inte står för någonting utan fanns där för att han kunde särskilja sig från en annan studiekamrat vid samma namn. Tompkins studerade juridik och inledde sin karriär som advokat i New York 1797.
Tompkins invaldes i USA:s kongress men avgick redan innan han hade hunnit inleda sitt arbete där för att ta emot en befattning som domare i delstaten New Yorks högsta domstol. I domstolen tjänstgjorde han 1804-1807. Därefter var han guvernör i delstaten New York 1807-1817. Han var James Monroes vicepresident 1817-1825.
Han grundade Tompkinsville på Staten Islands östkust 1815. Två år senare öppnade han en daglig färjeförbindelse med ångfartyg mellan Staten Island och Manhattan.
Tre månader efter att ha lämnat vicepresidentämbetet avled Tompkins i Tompkinsville. Hans grav finns på kyrkogården St. Mark's Churchyard i New York, i familjen Minthornes gravvalv (Tompkins hustru Hannah var född Minthorne).
Efter Daniel D. Tompkins fick sina namn parken Tompkins Square Park på Manhattan, staden Tompkins i delstaten New York och Tompkins County i samma delstat.
Ingen annan av de USA:s vicepresidenter som lämnade ämbetet levande har dött en så kort tid efter att ha lämnat ämbetet som Tompkins.